# 23 de març
El 23 de març és el vuitanta-dosè dia de l'any del calendari gregorià i el vuitanta-tresè en els anys de traspàs. Queden 283 dies per a finalitzar l'any.

## Esdeveniments
Països Catalans
- 1838 - L'Alcora (Alcalatén): els carlins guanyen en la batalla de l'Alcora durant la Primera Guerra Carlina.
- 1880 - Barcelona: Estrena al Teatre Romea, d'El forn del rei, drama en tres actes i en vers, original de Frederic Soler.[1]

Resta del món
- 1568, Regne de França: se signa la pau de Longjumeau, que tancava una de les fases de les Guerres de religió a França.[2]
- 1743, Londres, Anglaterra: Händel estrena El Messies al Covent Garden.
- 1766, Madrid (Espanya): comença el Motí de Squillace, que durarà fins al 26 de març.
- 1792, Londres (Regne Unit): Estrena de la Simfonia 'Sorpresa' de Joseph Haydn sota la direcció del mateix compositor.
- 1839, Boston, Massachusetts, EUA: al Boston Morning Post, apareix per primera vegada OK com a abreviació de oll korrect (tot correcte).[3]
  - Segura de los Baños (Província de Terol, Aragó): tot i que els carlins van haver de fugir al perdre la batalla de Segura van poder mantenir la fortalesa a la Primera Guerra Carlina.
- 1849, Victor Manuel II d'Itàlia assolí el poder gràcies a l'abdicació voluntària del rei Carles Albert I de Sardenya, que es retirà del poder a conseqüència d'una delicada salut.[4]
- 1875, A prop de les Illes Mariannes: El vaixell de la Marina Reial Britànica HMS Challenger descobreix l'actual punt més profund de la Terra, la fossa Challenger.
- 1860 - Prossegueix la batalla de Tetuan, gran enfrontament entre el Marroc i Espanya (guerra d'Àfrica).
- 1903, Kitty Hawk, Carolina del Nord, EUA: Els germans Wright, Orwille i Wilbur, sol·liciten la patent del primer avió que aconseguirà volar, propulsat per una catapulta.
- 1917, Rússia: El govern reformista de Aleksandr Kérenski aboleix la pena de mort, que es restablirà en l'URSS després del desencadenament de la Guerra Civil Russa.[5]
- 1919, Milà, Itàlia: Neixen els primers Fasci italiani di combattimento.
- 1933, Alemanya: S'instaura la Llei de Capacitació.[6]
- 1940 (Índia): Els musulmans de l'Índia demanen primera vegada clarament un país separat per als musulmans. Que resultarà ser el clau per formació del Pakistan l'any 1947.
- 1950: entra en vigor el conveni de l'Organització Meteorològica Mundial.
- 1956, Pakistan: aquest país esdevé la primera república islàmica del món.
- 1991: S'estrena la pel·lícula Pretty Woman que en poques setmanes baté records de taquilla.
- 1993: Garri Kaspàrov i Nigel Short es neguen a jugar sota els auspicis de la Federació Internacional d'Escacs (FIDE) i creen l'Associació Professional d'Escacs (PCA, Professional Chess Association); per aquest motiu, la FIDE desposseeix en Kaspàrov del seu darrer títol mundial d'escacs.
- 2001, 
  - França: Es crea la Viquipèdia en francès.
  - Oceà Pacífic, prop de les illes Fiji: l'estació orbital russa MIR es destrueix en entrar a l'atmosfera.

## Naixements
Països Catalans
- 1827 - Palma, Mallorca: Victòria Peña i Nicolau, poeta (m. 1898).[7]
- 1886 - Gràcia, Barcelona: Josep Maria de Sucre i de Grau, crític d'art, escriptor i pintor.
- 1893 - Silla: Carmen Valero Gimeno, mestra, intel·lectual, feminista i sindicalista valenciana (m. 1962).[8]
- 1899 - Manlleu, Osona: Josep Viladomat i Massanas, escultor català (m. 1989).[9]
- 1914 - l'Alguer: Pinutxa Ginesu Maffei, mestra d'escola i poetessa algueresa en llengua catalana i italiana (m. 1961).[10]
- 1918 - Castelló de la Plana: Matilde Salvador i Segarra, compositora i pintora valenciana (m. 2007).[11]
- 1923 - Eivissa: Pepita Escandell, dramaturga, actriu, cantant i pianista eivissenca.[12]
- 1929 - Río Muni, Guinea Equatorial: Guillem d'Efak, cantant, escriptor i actor manacorí.
- 1937 - Les: Maria Pilar Busquet i Medan, política aranesa (m. 2016).[13]
- 1941 - Barcelona: Manuel Esteban i Marquilles, director de cinema.
- 1957 - Barcelona: Marta Almirall i Elizalde, ballarina i coreògrafa catalana.[14]
- 1958 - Barcelona: Rosa Zaragoza i Lluch, cantant i musicòloga, especialitzada en música sefardita.[15]
- 1965 - Sant Just Desvern: Teresa Rioné Llano, exatleta catalana, plusmarquista de les proves de 100 i 200 metres llisos.[16]
- 1969 - la Pobla del Duc, Vall d'Albaida: Eduard Forés Boscà, locutor de ràdio, presentador de televisió i cantant valencià.
- 1972 - Montcada, Horta de València: Núria Roca Granell, presentadora de televisió valenciana.[17]
- 1993 - Eivissa (Balears): Anabel Colazo, il·lustradora i dibuixant de còmics eivissenca.[18]
- 1994 - Alacant: Arkano, cantant de hip-hop.

Resta del món
- 1430, Pont-à-Mousson: Margarida d'Anjou, reina d'Anglaterra (m. 1482).[19]
- 1749, Beaumont-en-Auge, Normandia, França: Pierre-Simon Laplace, matemàtic (m. 1827)[20]
- 1814, Madrid: Gertrudis Gómez de Avellaneda, escriptora del Romanticisme espanyol, nascuda a Cuba (m. 1873).[21]
- 1816, Rotièr, Aude: Lazare-Henri Escarguel, polític i empresari periodístic occità, establert a la Catalunya del Nord, diputat a l'Assemblea Nacional Francesa i senador
- 1854, Gieβen, Gran ducat de Hessen i del Rin: Alfred Milner, administrador colonial britànic (m. 1925)[22]
- 1858, Bremen, Imperi Alemany: Ludwig Quidde, historiador i pacifista alemany, premi Nobel de la Pau de 1927 (m. 1941).[23]
- 1881:
  - Neuilly-sur-Seine, França: Roger Martin du Gard, novel·lista francès, Premi Nobel de Literatura de 1937 (m. 1958)[24]
  - Worms, Alemanya: Hermann Staudinger, químic alemany, Premi Nobel de Química de 1953 (m. 1965).[25]
- 1882, Erlangen, Imperi Alemany): Emmy Noether, matemàtica alemanya (m. 1935).[26]
- 1887, Madrid: Juan Gris, pintor espanyol
- 1893, Dublín, Irlanda: Cedric Gibbons, director artístic de Hollywood.
- 1899, Blato, Eslovènia: Louis Adamic, escriptor i traductor eslovè establert als EUA
- 1904, San Antonio, Texas: Joan Crawford, actriu estatunidenca (m. 1977).[27]
- 1907, Fleurier, Neuchâtel, Suïssa: Daniel Bovet, farmacòleg, Premi Nobel de Medicina o Fisiologia de l'any 1957 (m. 1992)[28]
- 1910, Tòquio (Japó): Akira Kurosawa, director de cinema japonès (m. 1998).[29]
- 1912, Wyrzysk (Polònia): Wernher von Braun, una de les figures més importants en el desenvolupament de la tecnologia aeroespacial a Alemanya i als Estats Units d'Amèrica (m. 1977).[30]
- 1924, Dallas, Texas: Bette Nesmith Graham, mecanògrafa, dissenyadora i empresària, inventora del Liquid Paper (m. 1980).[31]
- 1928, Jean E. Sammet, científica informàtica estatunidenca que desenvolupà els llenguatges FORMAC i COBOL (m. 2017).[32]
- 1936, Ordizia, Guipúscoa: Miren Etxezarreta Zubizarreta, economista basca, intel·lectual i activista vinculada als moviments socials.
- 1953 - Londres, Anglaterra: Robin Le Mesurier, guitarrista britànic[33] (m. 2021)
- 1957, Sant Sebastià: Gemma Zabaleta Areta, pedagoga i política basca. Ha treballat a l'administració basca, en el camp de l'Educació.
- 1959, Praga: Zuzana Brabcová, novel·lista txeca (m. 2015).[34]
- 1960, Tòquio: Yōko Tawada, escriptora japonesa, doctora en literatura alemanya, viu a Alemanya, escriu en japonès i alemany.[35]
- 1971, Vancouver: Jody Wilson-Raybould, política canadenca kwakiutl, ha estat ministra de Justícia; primera persona indígena a ser nomenada per a aquesta posició.[36]
- 1985, Rochester, Minnesota: Bethanie Mattek-Sands, tennista professional estatunidenca.[37]
- 1992, Melbourne, Victòria, Austràlia: Kyrie Irving, jugador de bàsquet australià-estatunidenc.

## Necrològiques
Països Catalans
- 1900 - Alacant: Llorenç Casanova i Ruiz, pintor valencià (n. 1844).
- 1979 - Barcelona: Antoni Brosa i Vives, violinista català (n. 1894).
- 1980 - Lleida: Maria Montull Rosell, primera odontòloga catalana (n. 1897).[38]
- 2010:
  - Barcelona: Núria Folch i Pi, fou una editora catalana (n. 1916).[39]
  - Barcelona: José María Nunes, cineasta i escriptor hispano-portuguès (n. 1930).[29]
- 2018 - Tarragona: Jordi Tiñena i Amorós, filòleg, professor i escriptor (n. 1955).[40]
- 2024 - Barcelona: Sílvia Tortosa, actriu catalana[41] (n. 1947).

Resta del món
- 1369, Montiel, Castella-La Manxa: Pere I de Castella, rei de Castella i Lleó (1350-1369) (65 anys).
- 1754, Amsterdam, Països Baixos: Johann Jakob Wettstein, teòleg suís (n. 1693).[42]
- 1842, París, França: Stendhal, escriptor francès (59 anys).[43]
- 1945, Iwo Jima, Japó: Tadamichi Kuribayashi, militar de l'Exèrcit Imperial Japonès, conegut per haver dirigit la defensa de l'illa d'Iwo Jima durant la batalla d'Iwo Jima del 1945 (n. 1891)
- 1946, París (França): Francisco Largo Caballero sindicalista i polític marxista espanyol, històric dirigent del Partit Socialista Obrer Espanyol i de la Unió General de Treballadors. (n. 1869)[30]
- 1951, Milford, Nova Jersey, Estats Units: Louis Adamic, escriptor i traductor eslovè establert als EUA
- 1957, Tatra: Andrzej Wróblewski, pintor polonès figuratiu
- 1992, Friburg de Brisgòvia, Alemanya: Friedrich Hayek, economista austríac guardonat amb el Premi Nobel d'Economia de 1974.[30]
- 1994, 
  - Roma, Itàlia: Giulietta Masina, actriu italiana (n. 1920).[44]
  - Roma, Itàlia: Álvaro del Portillo, bisbe catòlic (n. 1914).
- 2002, Park Ridge (Nova Jersey), (EUA): Eileen Farrell, cantant d'òpera estatunidenca (n. 1920).[45]
- 2007, Budapest, Hongria: Attila Kaszás, actor hongarès (n. 1960).
- 2010, San Francisco: Blanche Thebom, mezzo-soprano nord-americana d'origen suec (n. 1915).[46]
- 2011, Los Angeles, Estats Units: Elizabeth Taylor, actriu britànica.[47]
- 2014, Madrid, Espanya, Adolfo Suárez, president del govern espanyol (1976-81).
- 2015, Cascais, Portugal: Herberto Helder, poeta portuguès (n. 1930).
- 2016, Bogotá: Gloria Galeano Garcés, agrònoma i botànica colombiana centrada en la taxonomia de la família de les palmes.[48]
- 2017, Berlín: Ingeborg Syllm-Rapoport, metgessa alemanya, neonatòloga, que defensà la seva tesi doctoral als 102 anys (n. 1912).[49]
- 2018, Londres, Anglaterra: Philip Kerr, escriptor escocès de novel·la negra.
- 2020, Segòvia: Lucia Bosè, actriu cinematogràfica italiana (n. 1931).[50]

## Festes i commemoracions
- Dia Meteorològic Mundial[51]
- Onomàstica:
  - Sant Josep Oriol, prevere i patró del barri del Pi de Barcelona;
  - Sant Toribio de Mogrovejo, patró de l'episcopat iberoamericà;
  - Sants Victorià, Frumenci i companys, màrtirs;
  - Sants Domeci, Pelàgia, Àquila i Teodosi de Cesarea, màrtirs
  - Santa Rafqa Choboq Ar-Rayes.[52]